# CIFA - Fashion Business Center
Le Cifa - Fashion Business Center (Centre International de Commerce de Gros France-Asie), connu également sous le nom de "Marché Cifa" est un centre de grossistes de commerce de gros spécialisé dans le prêt à porter féminin et masculin.
C'est une société civile Cifa Asset.
Le centre, dont les transactions se font essentiellement en espèces, est connu comme un un hub de blanchiment d’argent à destination de divers acteurs du crime organisé,.

## Géographie
Aubervilliers situé à 3 minutes de Paris et accessible via l’autoroute A86 ou l’A1, est une zone où se déploie le commerce de gros. Sa proximité avec la capitale ainsi que de Roissy Charles de Gaulle permet à cette zone de bénéficier d'une exposition avantageuse. "Avec plus de 700 négoces tenus par des commerçants d’origine asiatique, Aubervilliers est devenue la première plateforme européenne d’import-export avec la Chine. 12 000 commerçants européens viennent y faire leurs achats quotidiennement."

## Historique
Le Cifa est créé en 2006, dans le Triangle d'or, à Aubervilliers. Construit sur un ancien site sidérurgique, anciennement la Safef (société de négoce et de transformation de produits sidérurgiques), le propriétaire des lieux a l’idée de créer un centre commercial de commerce de gros.
Ce projet immobilier propose un emplacement regroupant tous les grossistes spécialisés dans le prêt à porter : textile, chaussures, maroquinerie et accessoires et de faciliter l’approvisionnement des professionnels. L’ouverture du Cifa fin 2006, peu avant le démantèlement définitif des quotas d’importation chinois, donne lieu à une rationalisation de l’activité centralisée en un même lieu.
En juin 2024, des interpellations y ont lieu, liées à une possible affaire d'évasion de capitaux.

## Superficie
Des travaux d’agrandissement ont commencé en 2013 pour étendre la zone du centre Cifa  avec la construction de 80 boutiques supplémentaires soit une surface totale de 40 000 m2 (soit 14 000 m2 supplémentaires dont 11 000 m2 dédiés aux surfaces de vente).

## Concept
Le centre Cifa regroupe tous les spécialistes du secteur pour proposer une offre centralisée et mettre en œuvre un service logistique sur site.
Le projet est axé sur la facilitation des flux d’approvisionnement rapide, à l'image des centres commerciaux. 
Construit sur un modèle de zone fermée, les véhicules circulent dans des voies privées. Chaque grossiste dispose d’un showroom pour l'exposition des produits et d’une réserve pour un stockage sur place, un modèle entre boutique et entrepôt.

## Spécialisation dans le prêt à porter
Le secteur textile constitue  un nouveau pôle économique en fort développement à Aubervilliers, avec plus de 300 établissements concentrés dans les Entrepôts et Magasins généraux de Paris (EMGP) et aux abords de la Porte d'Aubervilliers (le quartier de La Haie-Coq avec le centre de grossistes CIFA, spécialisés dans le prêt-à-porter et accessoires de mode).
Les importateurs de la Haie-Coq diffusent dans toute la France des produits manufacturés à bas prix de toutes sortes (textiles, montres, jouets, décoration, gadgets), provenant généralement de Chine, une importante communauté chinoise originaire de la région de Wenzhou vivant sur place. 
Ce développement suit l'orientation économique de la ville d'Aubervilliers.
En 2010, à l'occasion de l'Exposition universelle de 2010 à Shanghai, la ville d'Aubervilliers et son maire Jacques Salvator confirme l'accompagnement de l'implantation des grossistes : "J’ai décidé de les aider à se développer » (…) « ou nous subissons l’implantation des grossistes à Aubervilliers ou nous l’accompagnons. J’ai décidé de les aider à se développer". Un protocole de coopération économique est signé avec la ville Yueqin, district autonome de la Ville de Wenzhou, “capitale” de la chaussure et du prêt à porter et la Province du Guangdong, à Huidong, district de Huizhou.

## Rungis de la fringue
Concentré sur deux artères principales de la rue de la Haie-Coq le Cifa est comparé au quartier du Sentier à Paris et est surnommé le Sentier Chinois pour son activité axée sur le textile d'importation chinoise. La zone fait office de place de marché où acheteurs et vendeurs se rencontrent : le “Rungis de la fringue”.